# 太子华
太子华（？—前644年），春秋时期郑国的太子（世子），又称世子华。父亲郑文公，母陈妫，同母弟子臧。陈妫是郑文公叔父郑子的遗孀。
前653年，太子华和齐桓公、宋桓公、陈国世子款于宁母会盟。太子华想借助齐桓公除掉郑国泄氏、孔氏、子人氏，自己作为内应。管仲认为郑国有叔詹、堵叔、师叔三良为政，劝桓公不答应。太子华为父亲所忌。前644年十一月十二乙卯，太子华被郑文公诱杀在南里。